# 岩城長保
岩城　長保（いわき　ながやす、1905年（明治38年）5月30日 – 1983年（昭和58年）4月14日）は、富山県出身の実業家。

## 経歴
- 1905年 富山県にて出生。
- 1928年 明治大学法科卒。日本銀行入行。
- 1847年 福島支店長、静岡支店長、発券局長を歴任。
- 1956年 人事局長。
- 1958年 千葉銀行専務。
- 1963年 頭取。千葉県商工会議所連合会会長なども歴任。
- 1976年 退任。